# Andreas Kunze
Pour les articles homonymes, voir Kunze.
Andreas Kunze (Brême, 22 août 1952 - Essen, 8 avril 2010) est un acteur allemand.
Comme Kunze ne réussit pas comme réalisateur, il devient comédien. Il joue dans plusieurs films de Helge Schneider, comme dans Johnny Flash en 1986, dans lequel il joue notamment le rôle d'une femme. Après ce début, il eut surtout du succès dans des rôles de femme, au cinéma comme au théâtre.

## Filmographie (sélection)
- 1986: Johnny Flash
- 1988: Frühstück für Feinde
- 1989: 100 Jahre Adolf Hitler – Die letzte Stunde im Führerbunker
- 1993: Texas – Doc Snyder hält die Welt in Atem
- 1994: Luna 13 – Vorwärts in den Kosmos
- 1994: Voll normaaal
- 1994: 00 Schneider – Jagd auf Nihil Baxter (en)
- 1995: Zwei Tage Grau
- 1997: Praxis Dr. Hasenbein
- 1998: Drei Herren
- 1999: Late Show
- 2000–2004: Polizeiruf 110 (3 épisodes)
- 2004: Jazzclub – Der frühe Vogel fängt den Wurm
- 2004: Agnes und seine Brüder